# قطعه (زبان‌شناسی)
در زبان‌شناسی، قطعه (انگلیسی: Segment) به «هر واحد مجزایی گفته می‌شود که می‌تواند چه به طور فیزیکی و چه به طور شنیداری در جریان گفتار تشخیص داده شود». این اصطلاح بیشتر در آواشناسی و واج‌شناسی استفاده می‌شود تا به کوچکترین بخش‌ها در یک زبان اشاره کند و این کاربرد می‌تواند با اصطلاح آوا هم‌معنی باشد.
در زبان‌های گفتاری، قطعه‌ها به طور معمول به گروه‌های واکه و همخوان تقسیم می‌شوند اما این اصطلاح می‌تواند برای هر واحد کمین یک توالی خطی که در یک زمینه تحلیلی معین معنادار است، مانند تحلیل مورا یا یک هجا در نوای گفتار، یک تکواژ در صرف یا یک کِریم در زبان اشاره بکار برده شود.

## کتابشناسی
- Bussmann, Hadumod (2006). Routledge Dictionary of Language and Linguistics. Routledge. ISBN 978-1-134-63038-7.